# Karl Klauß

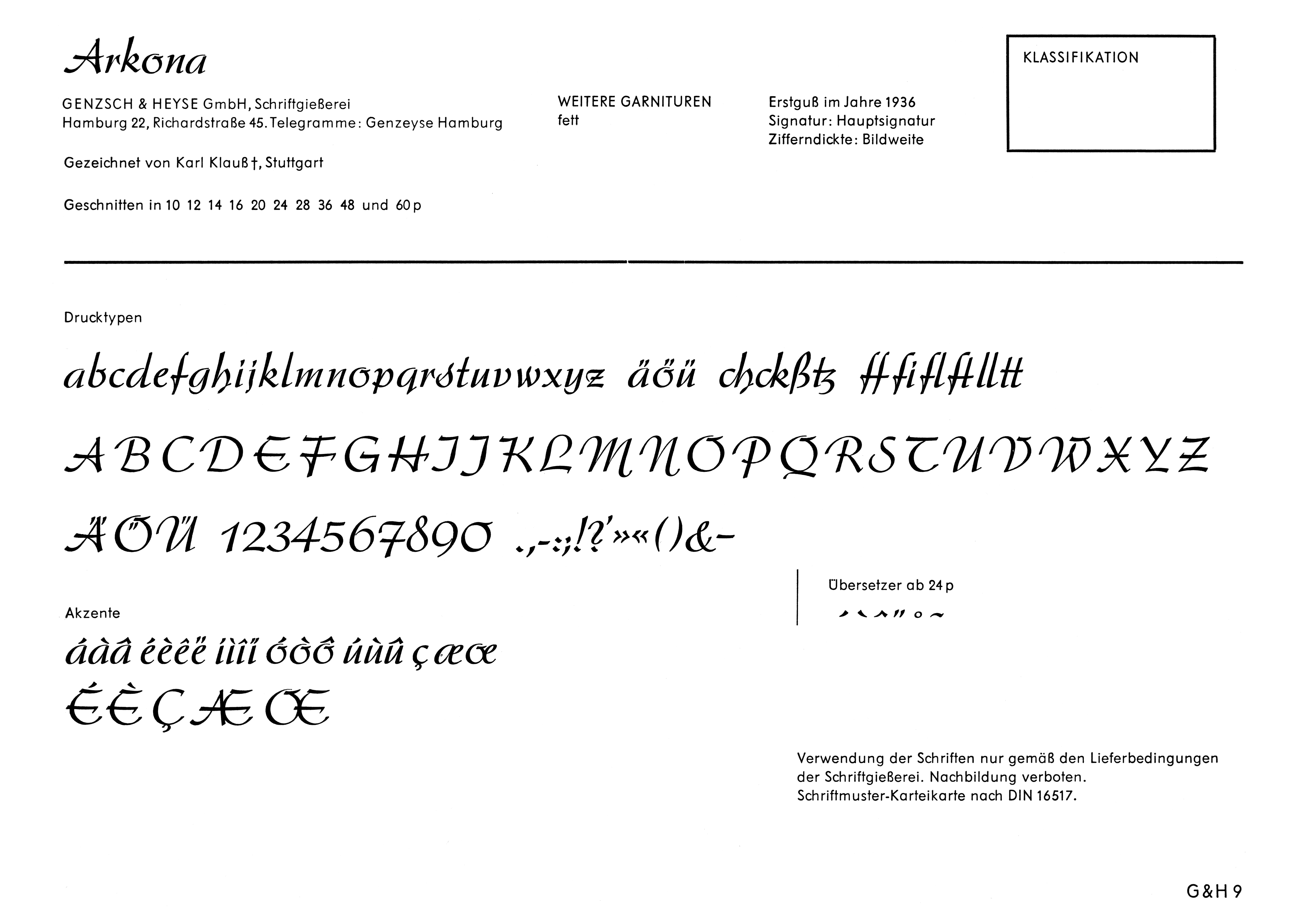
Schrift Arkona von Karl Klauß, 1935

Karl Klauß, auch Karl Klauss (* 17. Dezember 1888 in Maichingen; † 1956 in Stuttgart) war ein deutscher Schriftentwerfer, Grafiker und Buchgestalter.

## Leben und Werk
Karl Klauß wurde in einer grafischen Kunstanstalt in Stuttgart ausgebildet. In den Jahren 1915 bis 1916 und 1919 bis 1925 war er Hausgrafiker und künstlerischer Leiter der Verlagsanstalt Tyrolia in den Niederlassungen in München und Wien. Ab 1926 war er freiberuflich als Buchgestalter und Schriftentwerfer tätig. Für die Schriftgiesserei Genzsch & Heyse in Hamburg entwarf er die Schriften Adagio (1953), Arkona (1935), Horizontale (1942) und Klauß-Kursiv (1956).